# Istituto superiore di sanità
Das Istituto superiore di sanità (kurz ISS; deutsch: „Höheres Institut für Gesundheitswesen“) ist ein Forschungsinstitut im Geschäftsbereich des italienischen Gesundheitsministeriums. Das 1934 gegründete und bis heute in Rom ansässige ISS ist die zentrale Einrichtung des Nationalen Gesundheitsdienstes für Forschung, Überwachung und Beratung im Bereich des öffentlichen Gesundheitswesens.